# Toivo Salonen
Toivo Kostia Salonen, född den 21 maj 1933 i Pälkäne, död den 28 oktober 2019 i Muhos, var en finländsk före detta skridskoåkare.
Salonen blev olympisk bronsmedaljör på 1 500 meter vid vinterspelen 1956 i Cortina d'Ampezzo.